# آفتاب‌پرست مشهدی
آفتاب‌پرست مشهدی (نام علمی: Heliotropium disciforme) نام یک گونه از سردهٔ آفتاب‌پرست است. سردهٔ آفتاب‌پرست در ایران ۴۷ گونهٔ علفی یک ساله و چند ساله دارد که در سراسر ایران پراکنده‌اند. آفتاب‌پرست مشهدی یکی از ۴۷ گونهٔ موجود در ایران است.